# California Sunshine
I California Sunshine sono stati una società di calcio statunitense, con sede nella Orange County, California.

## Storia
I California Sunshine vennero fondati nel 1977 per gareggiare nell'American Soccer League. Nella stagione d'esordio i Sunshine ottennero il 3º posto nella West Division, non accedendo alla fase finale del torneo.
Nella stagione seguente la squadra chiuse il torneo al 2º posto nella Western Division.
Nella stagione 1979 i Sunshine vincono il proprio girone ma poi perdono le finali di divisione contro i Sacramento Gold, che poi si aggiudicheranno il torneo. Il portiere dei Sunshine Tom Reynolds si aggiudicherà il titolo di miglior portiere del campionato.
Nella stagione 1980 la squadra chiuse il torneo al 2º posto nell'American Conference. La squadra non si iscrisse al campionato seguente.

## Strutture

### Stadio
I California Sunshine hanno giocato in vari impianti della Orange County. Nel 1977 erano al Santa Ana Municipal Stadium, mentre l'anno successivo a Costa Mesa.

## Allenatori
- 1977  Derek Lawther
- 1978  ?
- 1979  Bob Ridley
- 1980  Derek Lawther